# Song Selection 〜25th Celebration〜
『Song Selection 〜25th Celebration〜』（ソング・セレクション トゥエンティーフィフス・セレブレーション）は、相田翔子の2枚目のソロ・ベスト・アルバム。2013年6月5日にポリスターからSHM-CD仕様で発売された。

## 概要
- デビュー25周年記念企画。Wink『SELECTION -25th Anniversary Self Selection-』と同時発売された。
- Wink時代のソロ曲とソロ・デビュー後（ポリスター在籍時）の楽曲から、本人セレクションによる2枚組・全30曲収録のベスト・アルバム。
- Wink時代のソロ楽曲22曲（ソロ・ミニ・アルバム『Delphinium』除く）の中から16曲が収録されている。
  - （未収録：「Baby Me」「ひきとめないで」「銀星倶楽部」「Like A Bird」「兵士の休日」「AIN'T NOBODY 永遠の恋人」）
- 2作目のベスト・アルバムだが、前作ベスト『C'est・mon・・na 〜Best of Shoko Aida』収録曲の15曲中12曲が本作にも収録されている。

## 収録曲

### DISC1
1. 夏服のジュリエット 〜Dos Hombres〜
  - Winkの4thアルバム『Velvet』（1990年）より。
2. 黙示録
  - ソロ・ミニアルバム『Delphinium』（1992年）より。
3. 三日月の夜の小鳥たち
  - Winkの11thアルバム『BRUNCH』（1993年）より。
4. Celebration
  - Winkの9thアルバム『Nocturne 〜夜想曲〜』（1992年）より。
5. 夜の月、昼の月
  - Winkの6thアルバム『Queen of Love』（1991年）より。
6. Tears
  - Winkの7thアルバム『Sapphire』（1991年）より。
7. Get My Love
  - 『Sapphire』より。
8. 愛を込めて
  - 『BRUNCH』より。
9. ジャスミンは哀しい香り
  - Winkの1stアルバム『Moonlight Serenade』（1988年）より。
10. さよなら小さなCrybaby
  - Winkの3rdアルバム『Twin Memories』（1989年）より。
11. Mysterious 〜真夏の夜の夢〜
  - 『Queen of Love』より。
12. Believe Moon
  - 『Delphinium』より。
13. おしえて
  - Winkの10thアルバム『アプロデーテ』（1993年）より。
14. VOX 〜あなたには聞こえない〜
  - 『Delphinium』より。
15. 冬のフォトグラフ
  - Winkのミニアルバム『At Heel Diamonds』（1988年）より。

### DISC2
1. 夏に会えなくて
  - 『アプロデーテ』より。
2. JÓIA
  - ソロ・デビュー・シングル（1996年）、ソロ1stアルバム『JÓIA』（1996年）より。
3. 目覚めましょう
  - ソロ2ndアルバム『Luz』（1997年）より。
4. i Julia
  - インディーズ・シングル（1996年）、『JÓIA』より。
5. Vellrina 〜真珠〜
  - 『JÓIA』より。
6. 0:00 a.m. 〜午前0時〜
  - 『Luz』より。
7. 冷たい月の夜
  - 1996年の未発表曲。ソロ・ベスト・アルバム『C'est・mon・・na 〜Best of Shoko Aida』（2002年）に初収録。
8. ゆりかごを揺すられて
  - ソロ3rdシングル（1998年）
9. 海に輝いて
  - Winkの14thアルバム『Flyin' High』（1995年）より。
10. Blue Lagoon
  - 『JÓIA』より。
11. 裸足のマリオネット
  - Winkの13thアルバム『voce』（1994年）より。
12. 愛された薔薇
  - ソロ2ndシングル「裸で眠りましょう」カップリング曲（1996年）、『Luz』にRomero ver.を収録。
13. Andy
  - 『Luz』より。
14. 始まりは東の空
  - 『Luz』より。
15. 真冬の薔薇
  - Winkの5thアルバム『Crescent』（1990年）より。

### DISC3 (DVD)
1. JÓIA (MUSIC VIDEO)
  - 初商品化。